# Geächtet (Fernsehserie)
Geächtet ist eine US-amerikanische Westernserie, die von 1965 bis 1966 auf dem Sender NBC ausgestrahlt wurde.

## Inhalt
Der Offizier Jason McCord ist der einzige Überlebende der Schlacht am Bitter Creek. Er wird daraufhin verdächtigt, bereits vor der Schlacht aus Feigheit desertiert zu sein. McCord wird degradiert: er verliert den militärischen Rang, die Epauletten und Knöpfe werden von der Uniform gerissen, sein Säbel wird zerbrochen. Dann wird er aus dem Fort gejagt. (Diese Ächtung wird als Intro jeder Folge gezeigt.) Er bekommt eine Arbeit als Landvermesser bei der Eisenbahn und reist fortan durch das Land, um Beweise für seine Unschuld zu finden. Aus den Säbelstücken hat er ein Langmesser geschmiedet, das ihm in einzelnen Folgen hilfreich ist.

## Ausstrahlung
Die Erstausstrahlung erfolgte am 24. Januar 1965 auf NBC. Im deutschen Fernsehen, wo nur 13 der insgesamt 48 Folgen gezeigt wurden, wurde die Serie erstmals am 7. Januar 1969 in der ARD gezeigt.

## Episoden
Die erste Staffel wurde bis auf die dreiteilige Folge The Mission in Schwarzweiß gedreht, die zweite Staffel wurde vollständig in Farbe gedreht.

### Staffel 1
| Nr. (gesamt) | Nr. (Staffel) | Deutscher Titel | Original-Titel        | Original-Erstausstrahlung (USA) | Deutschsprachige Erstausstrahlung (D) |
| ------------ | ------------- | --------------- | --------------------- | ------------------------------- | ------------------------------------- |
| 1            | 1             | –               | Survival              | 24. Jan. 1965                   | –                                     |
| 2            | 2             | –               | The Vindicator        | 31. Jan. 1965                   | –                                     |
| 3            | 3             | –               | The Test              | 7. Feb. 1965                    | –                                     |
| 4            | 4             | –               | Rules of the Game     | 14. Feb. 1965                   | –                                     |
| 5            | 5             | –               | The Bounty            | 21. Feb. 1965                   | –                                     |
| 6            | 6             | –               | Leap Upon Mountains…  | 28. Feb. 1965                   | –                                     |
| 7            | 7             | –               | Coward Step Aside     | 7. März 1965                    | –                                     |
| 8            | 8             | –               | The Mission: Part 1   | 14. März 1965                   | –                                     |
| 9            | 9             | –               | The Mission: Part 2   | 21. März 1965                   | –                                     |
| 10           | 10            | –               | The Mission: Part 3   | 28. März 1965                   | –                                     |
| 11           | 11            | –               | The First Kill        | 4. Apr. 1965                    | –                                     |
| 12           | 12            | –               | Very Few Heroes       | 11. Apr. 1965                   | –                                     |
| 13           | 13            | –               | One Way Out           | 18. Apr. 1965                   | –                                     |
| 14           | 14            | –               | That the Brave Endure | 25. Apr. 1965                   | –                                     |
| 15           | 15            | –               | A Taste of Poison     | 2. Mai 1965                     | –                                     |
| 16           | 16            | –               | Price of a Name       | 23. Mai 1965                    | –                                     |

### Staffel 2
| Nr. (gesamt) | Nr. (Staffel) | Deutscher Titel                | Original-Titel                   | Original-Erstausstrahlung (USA) | Deutschsprachige Erstausstrahlung (D) |
| ------------ | ------------- | ------------------------------ | -------------------------------- | ------------------------------- | ------------------------------------- |
| 17           | 1             | –                              | Judge Not                        | 12. Sep. 1965                   | –                                     |
| 18           | 2             | –                              | Now Join the Human Race          | 19. Sep. 1965                   | –                                     |
| 19           | 3             | Der König der Stadt            | Mightier Than the Sword          | 26. Sep. 1965                   | 25. März 1969                         |
| 20           | 4             | Der Feigling von Bitter Creek  | I Killed Jason McCord            | 3. Okt. 1965                    | 14. Jan. 1969                         |
| 21           | 5             | Neela                          | The Bar Sinister                 | 10. Okt. 1965                   | 26. Feb. 1969                         |
| 22           | 6             | 7 Millionen für Alaska         | Seward’s Folly                   | 17. Okt. 1965                   | 28. Jan. 1969                         |
| 23           | 7             | Die Uniform und nicht der Mann | Salute the Soldier Briefly       | 24. Okt. 1965                   | 4. Feb. 1969                          |
| 24           | 8             | Die goldene Leiche             | The Richest Man in Boot Hill     | 31. Okt. 1965                   | 11. Feb. 1969                         |
| 25           | 9             | –                              | Fill No Glass for Me: Part 1     | 7. Nov. 1965                    | –                                     |
| 26           | 10            | –                              | Fill No Glass for Me: Part 2     | 14. Nov. 1965                   | –                                     |
| 27           | 11            | Der größte Feigling der Welt   | The Greatest Coward on Earth     | 21. Nov. 1965                   | 18. Feb. 1969                         |
| 28           | 12            | –                              | $10,000 for Durango              | 28. Nov. 1965                   | –                                     |
| 29           | 13            | –                              | Romany Roundup: Part 1           | 5. Dez. 1965                    | –                                     |
| 30           | 14            | –                              | Romany Roundup: Part 2           | 12. Dez. 1965                   | –                                     |
| 31           | 15            | Das Weihnachtsfest             | A Proud Town                     | 19. Dez. 1965                   | 7. Jan. 1969                          |
| 32           | 16            | Der Ritter der Freiheit        | The Golden Fleece                | 2. Jan. 1966                    | 25. Feb. 1969                         |
| 33           | 17            | –                              | The Wolfers                      | 9. Jan. 1966                    | –                                     |
| 34           | 18            | Begegnung mit Edwin Booth      | This Stage of Fools              | 16. Jan. 1966                   | 4. März 1969                          |
| 35           | 19            | –                              | A Destiny Which Made Us Brothers | 23. Jan. 1966                   | –                                     |
| 36           | 20            | –                              | McCord’s Way                     | 30. Jan. 1966                   | –                                     |
| 37           | 21            | –                              | Nice Day for a Hanging           | 6. Feb. 1966                    | –                                     |
| 38           | 22            | –                              | Barbed Wire                      | 13. Feb. 1966                   | –                                     |
| 39           | 23            | –                              | Yellow for Courage               | 20. Feb. 1966                   | –                                     |
| 40           | 24            | –                              | Call to Glory: Part 1            | 27. Feb. 1966                   | –                                     |
| 41           | 25            | –                              | Call to Glory: Part 2            | 6. März 1966                    | –                                     |
| 42           | 26            | –                              | Call to Glory: Part 3            | 13. März 1966                   | –                                     |
| 43           | 27            | –                              | The Ghost of Murietta            | 20. März 1966                   | –                                     |
| 44           | 28            | –                              | The Assassins: Part 1            | 27. März 1966                   | –                                     |
| 45           | 29            | –                              | The Assassins: Part 2            | 3. Apr. 1966                    | –                                     |
| 46           | 30            | Der Präsidentschaftskandidat   | Headed for Doomsday              | 10. Apr. 1966                   | 18. März 1969                         |
| 47           | 31            | Eine Eisenbahn für Panamint    | Cowards Die Many Times           | 17. Apr. 1966                   | 8. Apr. 1969                          |
| 48           | 32            | Kellie                         | Kellie                           | 24. Apr. 1966                   | 15. Apr. 1969                         |

## Film
- 1965 erschien der Kinofilm Geächtet, gehasst, gefürchtet (Originaltitel: Broken Sabre), der aus der dreiteiligen Folge The Mission zusammengeschnitten wurde sowie neu gedrehtes Material enthält.

## Sonstiges
- Im Film The Big Lebowski wird behauptet, ein gewisser Arthur Digby Sellers hätte das Drehbuch für 156 Folgen der Serie geschrieben. Dies ist auf die Eigenart der Coen-Brüder zurückzuführen, Fakten und Fiktion in ihren Filmen zu vermischen.